# 니이카바위쥐
니이카바위쥐(Aethomys nyikae)는 쥐과 쥐아과에 속하는 설치류의 일종이다. 앙골라와 콩고민주공화국, 말라위, 잠비아에서 발견된다. 자연 서식지는 아열대 또는 열대 기후 지역의 건조림이다.

## 특징
꼬리 길이 124~151mm를 제외한 몸길이가 148~196mm인 중간 크기의 설치류로 발 길이는 28~33mm이고 귀 길이는 20~24mm이다.

## 생태
땅 위에서 생활하는 육상 종이다.

## 분포 및 서식지
말라위와 잠비아 북부, 앙골라에 널리 분포한다. 콩고민주공화국에도 서식하는 것으로 추정하고 있다.